# Uruguay
Uruguay, officieel de Republiek ten oosten van de Uruguay (Spaans: República Oriental del Uruguay) is een land in Zuid-Amerika. De naam wordt uitgesproken als Oeroegwaj, in het Nederlands ligt de klemtoon meestal op de eerste lettergreep, in het Spaans op de laatste. Uruguay werd in 1828 een onafhankelijke republiek en kreeg in 1830 een grondwet en een parlement. Sinds 1967 is Uruguay een republiek met een tweekamerparlement.
Uruguay is vernoemd naar de gelijknamige rivier die de westgrens van het land met Argentinië vormt en betekent Rivier van de bontgekleurde vogels in het Guaraní. Overige grenzen van het land zijn in het noorden met Brazilië (gescheiden door onder andere de rivieren Cuareim, Yaguarón en de Merínlagune) en in het zuiden van Argentinië door de Río de la Plata. Ten oosten van het land ligt de Atlantische Oceaan.
Uruguay is lid van de Unie van Zuid-Amerikaanse Naties. Volgens de Transparency International is Uruguay het minst corrupte land van Latijns-Amerika, met een score van 7,4 op een tienpuntenschaal. De politieke en werkomstandigheden in Uruguay behoren al sinds 1900 tot de vrijste van het continent, afgezien van een bloederige dictatuur in de jaren 70. Uruguay wordt ook het Zwitserland van Zuid-Amerika genoemd.

## Geschiedenis
De oorspronkelijke bewoners van Uruguay behoorden tot de stam der Charrua, die van de jacht en de visvangst leefde. 
Na de Spaanse kolonisatie vanaf begin 16e eeuw behoorde Uruguay tot een deel van het Spaanse onderkoninkrijk van de Río de la Plata.
Uruguay maakte van 1816 tot 1828 deel uit van de Verenigde Provincies van de Río de la Plata. Op 25 augustus 1825 werd de onafhankelijkheid uitgeroepen, maar pas in 1828 was Uruguay daadwerkelijk vrij.

## Geografie

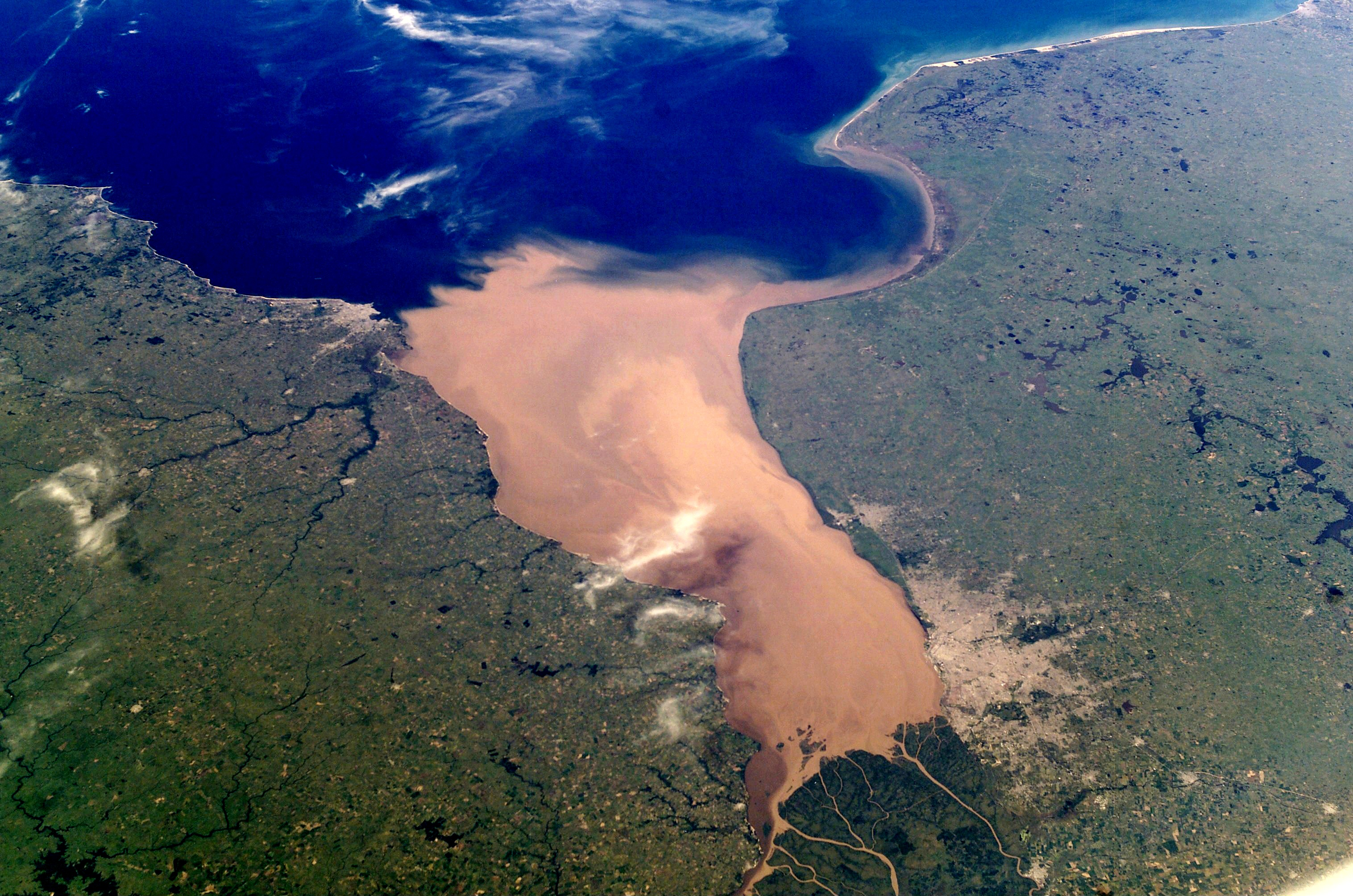
NASA-foto van de Río de la Plata (links Montevideo, rechts Buenos Aires)

Uruguay is na Suriname het kleinste land van het Zuid-Amerikaanse continent. Het landschap varieert van heuvelachtig tot uitgestrekt vruchtbaar laagland richting de kust met veel grasland, dat ideaal is voor veeteelt. Het hoogste punt van het land is de Cerro Catedral met 514 meter. In het zuidwesten ligt de Río de la Plata ("Zilverrivier"), de uitmonding van de Uruguay die de westelijke grens vormt.
Uruguay kent een viertal hoofdstroomgebieden: dat van de Uruguay in het (noord)westen, dat van de Río Negro in het midden van het land, dat van de Rio de la Plata en de Atlantische oceaan in het zuiden en ten slotte dat van de Merínlagune in het oosten.
Het land kent een vochtig subtropisch klimaat (Köppen Cfa, ook wel warm zeeklimaat genoemd), met temperaturen die gemiddeld hoger liggen dan in Nederland of België. Temperaturen onder het vriespunt zijn vrijwel onbekend. Wel komen er soms snelle weersveranderingen met de bekende pampero, een windvlaag vanuit de pampa's in Argentinië.
Er zijn geen droge periodes in Uruguay, het hele jaar door regent het. In de winter ongeveer 80/85 millimeter per maand en in de zomer ongeveer 75 millimeter per maand.

## Bevolking en demografie

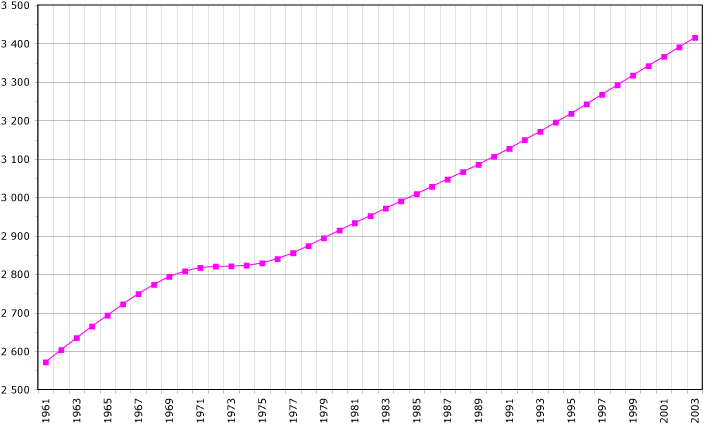
Het Uruguayaanse bevolkingscijfer nam tussen 1961 en 2005 met bijna 1 miljoen toe

De oorspronkelijke bewoners van Uruguay waren de Charrúa, een nomadisch indianenvolk dat leefde aan de oevers van de Río de la Plata. Van dit volk zijn er nauwelijks afstammelingen overgebleven. Gedurende de komst van meer Europese kolonisten werden vele leden van het volk vermoord of geïntegreerd in de koloniale culturen. Vele van de overgebleven Charrúa werden in 1831 door de toenmalige Uruguayaanse president José Fructuoso Rivera en zijn gevolg vermoord, nabij de Salsipuedes-beek. Weinigen wisten dit te overleven. Wel hebben veel Uruguayanen een verre voorouder afkomstig uit dit volk.
Derhalve zijn Uruguayanen voor het grootste deel nazaten van immigranten uit diverse Europese landen, waarbij de nakomelingen van Spaanse en Italiaanse immigranten overheersen. Daarnaast is er een kleinere groep Britten, Duitsers, Fransen, Zwitsers, Russen, Portugezen, Polen, Bulgaren, Hongaren, Oekraïners, Litouwers, Esten, Letten, Nederlanders, Belgen, Kroaten, Grieken, Scandinaviërs, Ieren en Armeniërs. Verder zijn er mestiezen en er komen minderheden van Afrikanen (6% van de bevolking) voor. Uruguay is van de 16e tot begin 19e eeuw een Spaanse kolonie geweest. Spaans is er de officiële taal. Uruguay heeft, net als Chili en Argentinië, een meer westerse cultuur dan andere Latijns-Amerikaanse landen. Uruguay telt 3.387.605 (2020) inwoners. Het land is in hoge mate geürbaniseerd; ongeveer 90% van de inwoners woont in steden, waarvan 50% in de hoofdstad. Het land heeft een hoge alfabetiseringsgraad en kent goede sociale structuren met een gemiddelde levensverwachting van 75 jaar, na Chili de hoogste van het continent.

### Religie
In 1917 werd de scheiding van Kerk en Staat doorgevoerd en religie is uit het openbaar leven verdrongen. Uruguay heeft officieel geen christelijke feestdagen; zo wordt op Kerstmis de 'Dag van het gezin' gevierd.
Het overgrote deel van de bevolking (ca. 66 tot 78%) is katholiek. In 1878 werd Montevideo bisdom en in 1897 aartsbisdom.
Daarnaast bestaan er ook enkele kleinere protestantse (75 000 leden) en joodse (50 000) kerkgenootschappen.

## Politiek

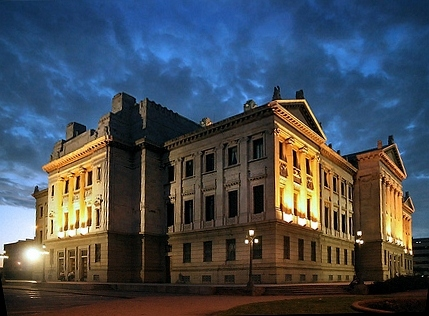
Het Palacio Legislativo, de zetel van het parlement in Montevideo

De huidige parlementaire constitutie, waarin een grote rol is weggelegd voor rechterlijke controle, ontstond in 1967. De president is zowel staatshoofd als hoofd van de regering en wordt samen met de vicepresident gekozen voor een termijn van vijf jaar. De Uruguayaanse grondwet staat geen twee opeenvolgende termijnen voor een president toe. Het totale ministerskabinet bestaat uit 15 leden. Deze ministers worden aangewezen door de president.
Het parlement kent een tweekamerstelsel: de Senaat (Cámara de Senadores) bestaat uit 30 senatoren, geleid door de vicepresident, en de Kamer van Afgevaardigden (Cámara de Representantes), bestaande uit 99 leden. Zij worden allen eens per vijf jaar gekozen door het volk.
Tot 2004 leidden de Nationale Partij en met name de Coloradopartij afwisselend het land. Vervolgens was tot 2020 de Frente Amplio aan de macht, een coalitie van verschillende linksgeoriënteerde partijen (Encuentro Progresista, Frente Amplio en Nueva Mayoría). Namens deze coalitie bekleedden Tabaré Vázquez (2005-2010), José Mujica (2010-2015) en nogmaals Vázquez (2015-2020) het presidentschap. De huidige president van Uruguay is sinds 2020 Luis Alberto Lacalle Pou van de Nationale Partij. Op 24 november 2024 won Yamandú Orsi namens de coalitie Breed Front de nationale verkiezingen voor de periode 2025-2030.

### Bestuurlijke indeling
Uruguay is ingedeeld in 19 departementen (Departamentos). De eerste departementen werden gevormd aan het begin van de 19e eeuw; het jongste departement, Flores, dateert uit 1885. De departementen worden geleid door een intendente municipial. De wetgevende macht is op departementaal niveau in handen van het parlement, maar vanwege de centralistische staatsstructuur is de macht van deze parlementen beperkt. De departementen zijn verder onderverdeeld in gemeenten, (municipios).

## Economie

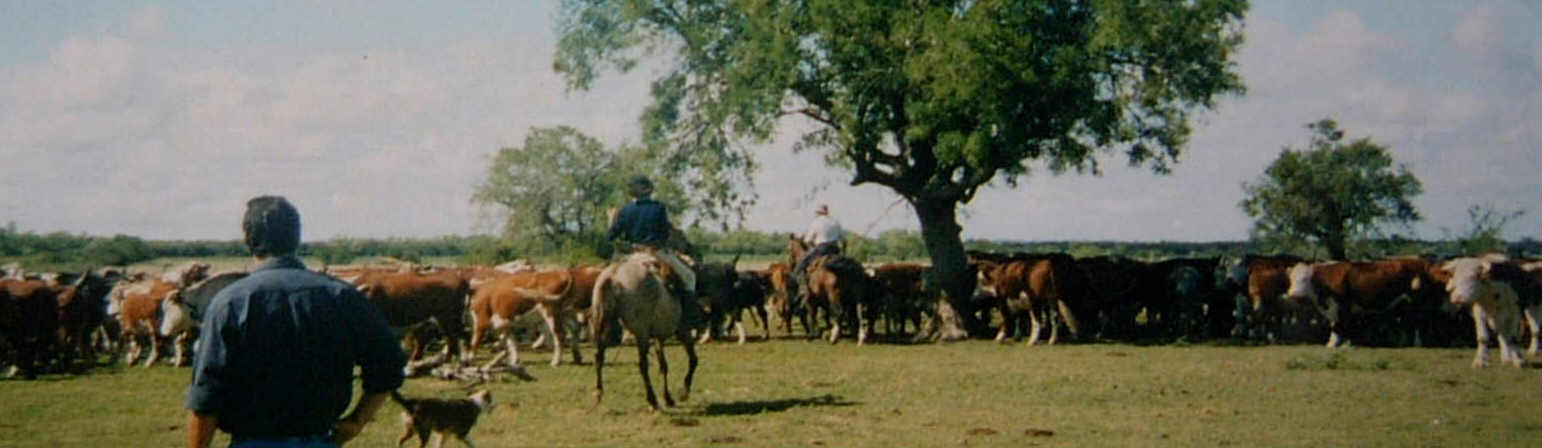
Veeteelt op de pampa

De uitgestrekte vlaktes van Uruguay lenen zich bij uitstek voor veeteelt. Vlees en wol zijn de voornaamste exportproducten. De wijnbouw in Uruguay neemt de vierde plaats in op het Zuid-Amerikaanse continent. Tussen 1870 en 1970 heersten rust, stabiliteit en welvaart, waaraan het land zijn bijnaam ontleende van het Zwitserland van Zuid-Amerika.
De militaire dictatuur, de bureaucratische verstarring en de uitzichtloosheid leidden vanaf de jaren 80 tot een vlucht van jongeren uit het land. Het "bejaardentehuis van Amerika", werd de nieuwe bijnaam. De economische ineenstorting van Argentinië sleepte Uruguay mee: tussen 2002 en 2004 daalde het bruto binnenlands product met 11%.

### Toerisme

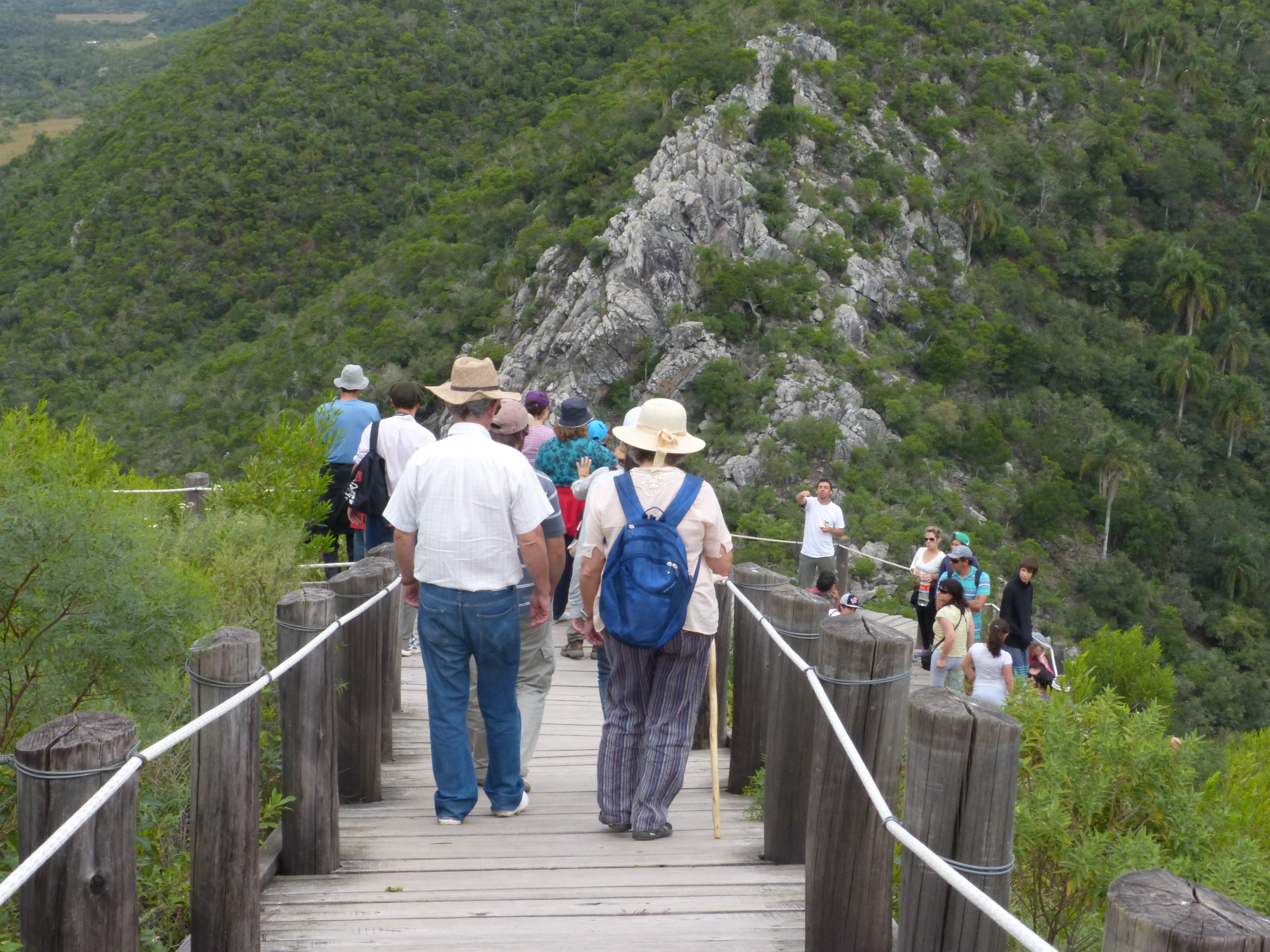
Wandelaars in het reservaat de Quebrada de los Cuervos

Uruguay is geen belangrijk toeristisch land, de meeste toeristen komen uit Argentinië om de chique zandstranden van Punta del Este te bezoeken. Ook de steden Montevideo, met zijn aantrekkelijke negentiende-eeuwse architectuur, en het koloniale havenstadje Colonia del Sacramento trekken toeristen. Het oorspronkelijke gedeelte van Colonia staat op de UNESCO-Werelderfgoedlijst en wordt gekenmerkt door een ongestructureerd stratenplan. Ook de Iglesia de Cristo Obrero y Nuestra Señora de Lourdes te Atlántida, een kerkgebouw ontworpen door de Uruguayaanse architect Eladio Dieste is erkend als cultureel werelderfgoed. In het nationaal park Cabo Polonio komen te midden van massieve zandduinen zeeleeuwkolonies voor. Het land telt daarenboven nog enkele andere nationale parken en natuurreservaten.
In de week voor Pasen (la Semana Santa) gaan veel Uruguayanen op vakantie, voornamelijk naar binnenlandse bestemmingen zoals de kust en de heetwaterbronparken nabij Salto. Deze week wordt ook wel "(semana de) turismo" (de toeristische week) genoemd door het vele toerisme. Uruguay staat ook wel bekend vanwege de luxe hotels en casino's.

## Cultuur

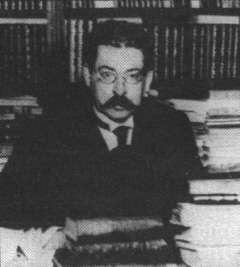
José Enrique Rodó

### Muziek
De tango en de milonga behoren niet alleen tot het muzikale erfgoed van Argentinië, maar ook tot dat van Uruguay. Andere kenmerkende muziekstijlen zijn de candombe, een op percussie gebaseerde muziek- en dansstijl, en de murga, een vorm van muziektheater. De gitaar is een veelvuldig gebruikt instrument in de Uruguayaanse muziek. In modernere muziekstijlen, zoals rock en canto popular, komen vaak kenmerken uit de traditionele stijlen terug.

### Sport
De populairste sport in Uruguay is voetbal. Het nationale voetbalelftal is tweemaal wereldkampioen voetbal geworden, namelijk in eigen land in 1930 en in Brazilië in 1950. Bij de editie van 1930, het allereerste wereldkampioenschap voetbal, was Uruguay tevens het gastland. Het land wist ook vijftienmaal de Copa América, het Zuid-Amerikaans kampioenschap voetbal, te winnen. De Primera División is de hoogste voetbalcompetitie.
Andere populaire sporten zijn basketbal en rugby.
Uruguay nam in 1924 voor het eerst deel aan de Olympische Spelen. In 2008 nam het voor de 19e keer deel aan de Zomerspelen; in 1998 deed het land voor het eerst en voorlopig voor het laatst mee aan de Winterspelen. Er werden tien medailles behaald, alle op de Zomerspelen, waaronder twee gouden (beide bij het voetbal in 1924 en 1928).

### Eten en drinken

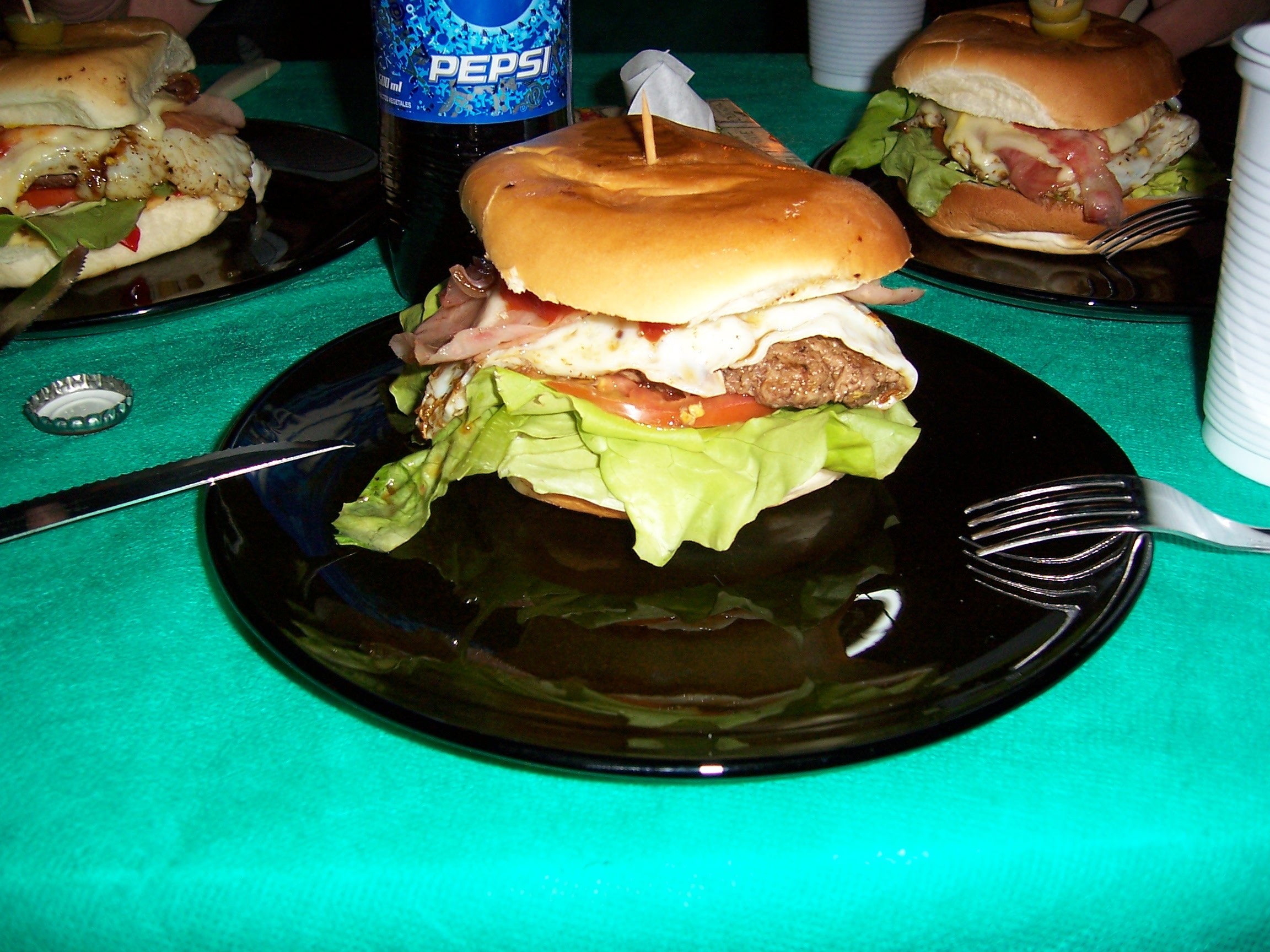
Chivito

Hoewel de Uruguayaanse keuken lijkt op de Argentijnse, zijn er duidelijk eigen tradities te onderscheiden. In elk huis is (mits er genoeg ruimte is) een grote barbecue te vinden, die met hout wordt aangemaakt. Eerst wordt het hout verbrand naast de gril in een korf, vervolgens worden de smeulende, verkoolde houtresten onder de gril gebracht, zodat het vlees kan braden. Er wordt voornamelijk vlees gegrild; asado (enorme lap vlees, afkomstig van de ribbenkast van een koe), chorizo (kruidige worst) en morcilla (bloedworst) zijn voorbeelden van wat er zoal gegeten wordt. Rundvlees is het populairst, maar ook kip, varkens- en schapenvlees is populair. Gedurende het gehele jaar, maar vooral populair op feesten en feestdagen, worden deze asados gemaakt en/of een parrillada (gegrilde organen).
Wat verder niet zo zeer typisch Uruguayaans maar populair is, is maté. Wat de Uruguayaan onderscheidt van de Argentijn en de Braziliaan, is dat de Uruguayaan zijn thermosfles met maté overal mee naartoe neemt. Argentijnen drinken maté vooral thuis, net zoals Brazilianen. Op straat zie je veel mensen lopen met in de hand hun maté (dat is de beker, het goedje dat er in zit heet yerba) met onder hun oksel hun thermosfles. Verder is yerba in Uruguay sterk en bitter, in vergelijking met Braziliaanse yerba, die een stuk zachter van smaak is. In Uruguay wordt yerba geproduceerd, maar het grootste deel komt uit Brazilië (ook de zogenaamde Uruguayaanse yerba).
Enkele snacks zijn: empanadas (bladerdeeg met vulling, meestal pittig gehakt of ham en kaas), panchos (hotdog met meestal gesmolten kaas er over in combinatie met mayonaise en mosterd) en torta (hartige taart met vulling, voornamelijk ham en kaas).
Verder heeft Uruguay zijn eigen hamburger, de chivito (letterlijk: kleine geit). In een chivito zit eigenlijk geen hamburger, maar een stuk rundvlees dat taaier is dan een hamburger. De samenstelling van een chivito is: broodje met daarop gesmeerd een mengsel van olijven, paprika en tomatensaus, tomaten, sla, gebakken ei, het eerder genoemde vlees, mayonaise en ui. Chivitos zijn alleen in Uruguay te verkrijgen of in Argentinië onder de naam chivito Uruguayo.